# Mervyn Pike
Pour les articles homonymes, voir Pike.
Irene Mervyn Parnicott Pike (16 septembre 1918 - 11 janvier 2004) est une femme politique conservatrice britannique. Le nom par lequel elle était devenue connue, Mervyn, est le nom du meilleur ami de son père, qui devait être son parrain; mais il est tué au combat, quelques jours avant sa naissance, son père décide que le bébé prendrait son nom .

## Jeunesse
Née dans une famille de fabricants de poterie de Castleford, elle fait ses études à Hunmanby Hall (Yorkshire de l'Est) et à l'Université de Reading et sert dans la Women's Auxiliary Air Force pendant la Seconde Guerre mondiale. Elle est directrice générale d'une entreprise de fabricants de poterie.

## Carrière
Elle se présente Pontefract en 1951 et Leek en 1955 sans succès. Elle est élue députée de Melton lors d'une élection partielle en décembre 1956. Elle occupe plusieurs postes, dont celui de directeur général adjoint des postes de 1959 à 1963, de sous-secrétaire d'État adjoint au ministère de l'Intérieur de 1963 à 1964 et de président du WRVS de 1974 à 1981 et de la Broadcasting Complaints Commission de 1981 à 1985.
Pike est créé pair à vie le 15 mai 1974 en tant que baronne Pike, de Melton dans le comté de Leicestershire et est nommée Dame Commandeur de l'Ordre de l'Empire britannique (DBE) dans les honneurs d'anniversaire de 1981.
Elle est décédée en 2004, célibataire, à l'âge de 85 ans, de causes naturelles.